# Ненашев, Василий Васильевич
Василий Васильевич Ненашев — голова портового города Ейска в 1862—1915 гг. В качестве городского головы избирался ейчанами 4 раза подряд. Мировой судья, почётный смотритель четырёхклассного Александровского училища.
При В. Ненашеве были построены здания знаменитой Ксенинской гимназии, начальных училищ (в том числе Александровского Высшего начального училища), городской больницы, Народного дома, нескольких банков. При нём в городе появилось электричество, телефон, водопровод, было организовано электрическое освещение улиц.
В течение правления В. Ненашева в Ейске было построено 10 школ. Начала работать Ейская железная дорога, которую строило акционерное общество, управляемое городом. Ненашев планировал даже запустить в Ейске трамвай.
В 1905 году был отстроен благоустроенный порт, бо́льшую часть работ выполняли специалисты с Украины, стоимость работ составила более одного миллиона золотых рублей. Ключевой проблемой были дороги — гружёные повозки периодически застревали на полпути к порту. Ненашев обязал все иностранные корабли, заходившие в порт за зерном, привозить камень для постройки дорог. Кроме того, со всех прибывающих в город поездов и пароходов взимался налог на мощение улиц. Заморские торговцы ходили с челобитной к царю, но тот встал на защиту ейчан, и в короткий срок дорога была построена, а в самом Ейске появилась практически «вечная» брусчатка, сохранившаяся до наших дней.
С 1912 года в Ейске получило развитие курортное дело.